# عبد الرحمن الأذرعي
عبد الرحمن الأذرعي (787 - 869 هـ = 1385 - 1465 م) هو فقيه شافعي صوفي، مقرئ، ومحدث، أصله من أذرع (بحوران)، ومولده ودراسته في القابون (ضاحية من ضواحي دمشق). عُرف واشتهر بكتابه (بشارة المحبوب بغفران الذنوب).
قال عنه شمس الدين السخاوي في الضوء اللامع: "سمع منه الأَعْيان، وقرأت عليه بالقاهرة ثم بجامع بني أمية، ورام التوجه معي إلى حلب فما تيسر، وكان فاضلاً خيراً متواضعاً محباً في الحديث وأهله، وله بالفن أنس ما واستحضار لبعض المُتُون، وذكر لي أنه جمع كتاباً في أسباب المغفرة، وأنه كتب على تخريج الإحياء للعراقي بعض الحواشي وأثبت له مصنفه قراءته عليه في سنة أربع وثمانمائة فوصفه بالفقيه المشتغل المحصل".

## اسمه
هو: عبد الرحمن بن غَرْسِ الدِّين خليل بن سلامة بن أحمد بن علي بن شريف بن مؤنس، زين الدين أبو الفهم الأذرعي القابوني الدمشقي، ويعرف بابن الشيخ خليل.

## مولده ونشأته
ولد بالقابون من أعمال دمشق سنة 784 هـ ونشأ بها وحفظ القرآن والشاطبية وغَيرها.

## شيوخه
تفقه وتعلم بدمشق والقاهرة والخليل، وناب في الخطابة والإمامة بجامع بني أمية بدمشق. ذكر شمس الدين السخاوي في الضوء اللامع أنه دَرَس وتعلم في دمشق على عدد من العلماء، منهم: أبي حَفْص البالسي، وبرهان الدين
ابن صديق، وعبد الله بن خليل الحرستاني، وفاطمة ابنة ابن المنجا، والجمال بن الشرائحي، وآخرين. وفي القاهرة على سراج الدين البلقيني، وزين الدين العراقي، ونور الدين الهيثمي، وجمال الدين الحلاوي ومنه لبس الخرقة الصوفية في شعبان سنة 804 هـ كما ذكر من الشهاب بن الناصح ثم بعد ذلك من الزين أبي بكر الخوافي. وتعلم في الخليل على الشهاب أحمد بن حسين النصيبي، وإسماعيل بن إبراهيم بن مروان، ومحمد بن علي بن البرهان، وعلي إبراهيم ابن إسماعيل بن الشحنة، وإسحاق بن إبراهيم بن أحمد التدمري.

## تلاميذه
من تلاميذه:
- برهان الدين الناجي.
- ابن الفرفور الدمشقي.
- عبد العزيز بن أحمد بن محمد العقيلي النويري.
- محمد بن أحمد بن محمد الصفدي.
- محمد بن إبراهيم بن عبد الله بن محمد المقدسي.
- محمد أبو البركات المالكي.

## مؤلفاته
من مصنفاته:
- بشارة المحبوب بغفران الذنوب، ويُعرف أيضاً باسم «بشارة المحبوب بتكفير الذنوب».[1]
- حواشي على تخريج أحاديث إحياء علوم الدين للحافظ زين الدين العراقي.
- النصيحة للحر والعبد باجتناب الشطرنج والنرد.

## وفاته
توفي في شعبان سنة 869 هـ ودفن بمقبرة باب الصغير. قال شمس الدين السخاوي في الضوء اللامع: "ومات في شعبان سنة تسع وستين، وصلى عليه بالجامع الأموي، ودفن بمقبرة باب الصغير، وكان يوماً ماطراً، ومع ذلك فكانت جنازته حافلة، رحمه الله وإيانا".